# How We Do It (Around My Way)
How We Do It (Around My Way) è un brano musicale del cantante R&B Lloyd, pubblicato come primo singolo estratto dall'album Lessons in Love il 4 marzo 2008. Il brano, prodotto da Baby Boy e Superkidd e scritto da Lloyd Polite e Wood Works figura la collaborazione del rapper Ludacris.
Il 16 giugno 2008 è stato pubblicato un remix ufficiale del brano intitolato How We Do (In the UK), che vede il featuring dell'artista hip hop Sway DaSafo.

## Tracce
CD
1. How We Do It (Around My Way) (Original)
2. How We Do It (Around My Way) (Wideboys Mix)
3. How We Do It (Around My Way) (Rekless Mix)

## Classifiche
| Classifica (2008)     | Posizione massima |
| --------------------- | ----------------- |
| Regno Unito           | 75                |
| Hot R&B/Hip-Hop Songs | 77                |